# Каваи, Кэндзи
Кэндзи Каваи (яп. 川井 憲次 Каваи Кэндзи, 23 апреля 1957, Токио) — один из самых известных японских композиторов. Родился в токийском районе Синагава.
Известен саундтреками к многочисленным аниме и кинофильмам. Особое признание получил благодаря музыке к большинству аниме Мамору Осии («Призрак в доспехах», «Призрак в доспехах: Невинность», The Sky Crawlers), а также к его фильму «Авалон» и саундтрекам ко всем фильмам ужасов Хидэо Накаты («Звонок», «Звонок 2», «Тёмные воды» и т. д.). За музыку к китайским историческим фильмам «Семь мечей» (Seven Swords) и «Битва умов» (A Battle of Wits) в 2006 и 2007 годах был номинирован на Гонконгскую премию.

## Биография
Кэндзи Каваи родился 23 апреля 1957 года в Токио. В детстве он заинтересовался музыкой, так как его отец любил слушать классические музыкальные произведения. Каваи учился в Токийском университете, однако за полгода до окончания учёбы бросил его и усиленно занялся сочинением музыки и игрой на гитаре. Его первой работой в аниме-индустрии стал саундтрек к телесериалу Maison Ikkoku. В дальнейшем он сочинил музыку для ещё нескольких десятков аниме-сериалов. Одной из наиболее признанных его работ считается саундтрек к фильму «Призрак в доспехах» (1995).
Осии в интервью 2023 года объяснил, что работал с Каваи по причине того, что он всегда занимался исключительно созданием музыки и не вмешивался в производство. Для саундтрека всё начиналось с выбора инструментов. Такой подход был с самого начала.

## Работы в аниме
- Mobile Suit Gundam 00
- A-Ko the Versus (OVA)
- Aka-chan to Boku
- Blue Seed (телесериал)
- Blue Seed (OVA)
- Burn Up!
- Corrector Yui
- D4 Princess
- Dai-Guard
- Dark Myth
- Devilman
- Eyeshield 21 (полнометражный фильм)
- Fate/stay night
- Fate/stay night: Unlimited Blade Works (полнометражный фильм)
- Ghost in the Shell (полнометражный фильм)
- Ghost in the Shell 2: Innocence
- Gunparade March
- Guystars — Fractions of The Earth
- Hime-chan’s Ribbon
- Higashi no Eden
- Higurashi no Naku Koro ni
- Higurashi no Naku Koro ni Go
- Hyper Police
- Iczelion
- Irresponsible Captain Tylor
- Jinki:Extend
- Joker Game
- Kurogane Communication
- Luna Varga
- Maison Ikkoku
- Mermaid Forest
- Metal Fighter Miku
- Mighty Space Miners
- Mini Pato
- Mob Psycho 100
- Musha Maru Den Two
- Otogi Zoshi
- Patlabor (OVA)
- Patlabor (телесериал)
- Patlabor 1 (полнометражный фильм)
- Patlabor 2 (полнометражный фильм)
- Patlabor WXIII (полнометражный фильм)
- Ranma ½ (OVA)
- Ranma ½ (телесериал)
- Ranma ½: Big Trouble in Nekonron, China (полнометражный фильм)
- Rave Master
- Rune Soldier
- Samurai Pizza Cats
- SD Gundam Musha, Knight, Commando
- Sky Crawlers (2008, полнометражный фильм)
- Sorcerer Hunters (телесериал)
- Sorcerer Hunters (OVA)
- Starship Operators
- UFO Princess Valkyrie
- UFO Princess Valkyrie 2
- Vampire Princess Miyu (OVA)
- Vampire Princess Miyu (телесериал)
- Windy Tales
- YAT Anshin! Uchu Ryokou
- YAT Anshin! Uchu Ryokou 2
- You’re Under Arrest (полнометражный фильм)
- Zaion: I Wish You Were Here
- Zetsuai 1989

## Работы в кинематографе
- «Воины сумерек: Осада Коулуна» (2024)
- «Лимб» (2021)
- «Ип Ман 4: Финал» (2019)
- «Детектив Ди и Четыре небесных короля» (2018)
- «Ип Ман 3» (2015)
- «Последний друид: Войны гармов» (2014)
- «Ип Ман 2» (2010)
- «Апокалипсис: Вторая мировая война» (2009)
- «Ип Ман» (2008)
- «Тетрадь смерти: L: Изменить мир» (2008)
- «Тетрадь смерти: Последнее имя» (2006)
- «Тетрадь смерти» (2006)
- Higurashi no Naku Koro ni («Когда плачут цикады») (2006)
- «Битва умов» (2006)
- Dragon Tiger Gate («Врата Тигра и Дракона») (2006)
- «Семь мечей» (2005)
- Bloody Mallory («Кровавая Мэлори») (2002)
- Samurai (2002)
- «Темные воды» (2002)
- «Авалон» (2001)
- Unloved (2001)
- Sadistic and Masochistic (2000)
- Sleeping Bride (Garasu no nou, 2000)
- «Звонок 2» (Япония, 1999)
- «Хаос» (Kaosu, 1999)
- «Звонок» (Япония, 1998)
- Talking Head (1992)
- Mikadoroido (1991)
- Stray Dog: Kerberos Panzer Cops (Jigoku no banken: kerubersu, 1991)
- The Red Spectacles (Jigoku no banken: akai megane, 1987)